# Tioga Terrace
Tioga Terrace statisztikai település az Amerikai Egyesült Államok New York államában, Tioga megyében. Lakosainak száma 2082 fő (2020. április 1.).

## Népesség
A település népességének változása:

| 2020 | 2 082 |